# Captarea și stocarea dioxidului de carbon
Captarea și stocarea dioxidului de carbon este o metodă de prevenire a acumulării unor cantități mari de dioxid de carbon în atmosferă. În România este în desfășurare un proiect de implemetare a acestei metode la unitatea 6 din Complexul Energetic Turceni.